# Lijst van spelers van Palermo FC
Dit is een lijst van voetballers die minimaal één officiële wedstrijd hebben gespeeld in het eerste elftal van de Italiaanse voetbalclub Palermo FC, US Palermo of SSD Palermo. De spelers zijn alfabetisch gerangschikt.

## A
- Giovanni Abate
- Pietro Accardi
- Afriyie Acquah
- Andrea Adamo
- Pietro Adorni
- Adriano
- Federico Agliardi
- Simone Altobelli
- Amauri
- Marco Amelia
- Daniele Amerini
- Paolo Ammoniaci
- Mariano Andújar
- Siniša Anđelkovič
- Roberto Anzolin
- Dionisio Arce
- Francesco Ardizzone
- Antonio Asta
- Gianluca Atzori
- Marco Aurelio

## B
- Armin Bačinovič
- Pietro Balistrieri
- Federico Balzaretti
- Claudio Bandoni
- Onofrio Barone
- Simone Barone
- Édgar Barreto
- Andrea Barzagli
- Silvano Benedetti
- Romeo Benetti
- Francesco Benussi
- Vittorio Bergamo
- Gianluca Berti
- Nicolás Bertolo
- Ivan Bertuolo
- Lorenzo Bettini
- Giuseppe Biava
- Tebaldo Bigliardi
- Manuele Blasi
- Anton Blazevic
- Davide Bombardini
- Adriano Bonaiuti
- Massimo Bonanni
- Rune Börjesson
- Cesare Bovo
- Massimo Brambati
- Mark Bresciano
- Oscar Brevi
- Giacomo Brichetto
- Franco Brienza
- Francesco Brignani
- Igor Budan
- Tarcisio Burgnich

## C
- Marco Calderoni
- Salvatore Campilongo
- Edgar Çani
- Massimiliano Cappioli
- Ciro Capuano
- Andrea Caracciolo
- Paolo Carbonaro
- Sergio Carpanesi
- Franco Carradori
- Morris Carrozzieri
- Fabio Caserta
- Francesco Casisa
- Mattia Cassani
- Franco Causio
- Edinson Cavani
- Enrico Cecchi
- Flavio Cecconi
- Idilio Cei
- Ondřej Čelůstka
- Mauro Cetto
- Maurizio Ciaramitaro
- Filippo Citterio
- Paul Codrea
- Paolo Comi
- Kewullay Conteh
- Daniele Conti
- Eugenio Corini
- Alberto Cossentino
- Antonio Criniti

## D
- Andrea D'Amble
- Fabio Daprelà
- Matteo Darmian
- Guido Daví
- Gianni De Biasi
- Gaetano De Rosa
- Pietro De Santis
- Vincenzo De Sio
- Massimo De Stefanis
- Hernan Dellafiore
- Domenico Di Carlo
- Daniele Di Donato
- Francesco Di Gregorio
- Luca Di Matteo
- David Di Michele
- Arturo Di Napoli
- Aimo Diana
- Marco Dittgen

## E
- Bülent Eken

## F
- Fábio Bilica
- Fábio Simplício
- Massimiliano Faotto
- Ernesto Farías
- Andrea Fattizzo
- Michele Ferri
- Nicolas Ficano
- Antonio Filippini
- Emanuele Filippini
- Valeriano Fiorin
- Alberto Fontana
- Alberto Fontana
- Alessandro Frau
- Luigi Fuin
- Giuseppe Furino

## G
- Francesco Galeoto
- Carlo Galli
- Santiago García
- Andrea Gasbarroni
- Gian Piero Gasperini
- Guillermo Giacomazzi
- Federico Giampaolo
- Aredio Gimona
- Bruno Giorgi
- Kamil Glik
- Denis Godeas
- Dorin Goian
- Mariano González
- Pablo González
- Adolfo Gori
- Fabio Grosso
- Roberto Guana
- Matteo Guardalben

## H
- Abel Hernández
- Ronald Hoop

## I
- Giuseppe Iachini
- Giovanni Ignoffo
- Josip Iličič
- Antonio Imborgia
- Giuseppe Ingrassia

## J
- Mato Jajalo
- Boško Janković
- Jeda
- João Pedro

## K
- Pajtim Kasami
- Simon Kjær
- Arne Kotte
- Jasmin Kurtić

## L
- Kyle Lafferty
- Francesco La Rosa
- Giacomo La Rosa
- Carlos Labrín
- Valentino Lai
- Spartaco Landini
- Graziano Landoni
- Davide Lanzafame
- Maurizio Lanzaro
- Andrea Lisuzzo
- Fabio Liverani
- Raffaele Longo
- Antonio López
- Alessandro Lucarelli
- Giorgio Lucenti
- Cristiano Lupatelli

## M
- Massimo Maccarone
- Antonio Maggioni
- Guido Magherini
- Sergio Magistrelli
- Ayodele Makinwa
- Dario Maltese
- Antonio Manicone
- Filippo Maniero
- Andrea Mantovani
- Gianmatteo Mareggini
- Enrico Martegani
- Daniel Martinez
- Giuseppe Mascara
- Salvatore Masiello
- Davide Matteini
- Carlo Mattrel
- Radoslaw Matusiak
- Cristian Melinte
- Fabrizio Miccoli
- Giulio Migliaccio
- Francesco Milano
- Nicola Milano
- Milan Milanovic
- Francesco Modesto
- Gaetano Montenegro
- Michel Morganella
- Stefano Morrone
- Levan Mtsjedlidze
- Gianni Munari
- Ezequiel Muñoz
- Massimo Mutarelli

## N
- Umberto Nappello
- Valentin Năstase
- Antonio Nocerino

## O
- Metin Oktay
- Giovanni Orfei
- John Otuagomah

## P
- Gianluca Palmitieri
- Vincenzo Palumbo
- Michele Paolucci
- Alessandro Parisi
- Francesco Parravicini
- Javier Pastore
- Eros Pellegrini
- Simone Pepe
- Armando Perna
- Manolo Pestrin
- Angelo Piccaluga
- Alberto Piccinini
- Mario Piga
- Dario Pighin
- Mauricio Pinilla
- Paolo Piras
- Eros Pisano
- Marco Pisano
- Mario Pistacchi
- Matteo Pivotto
- Davide Possanzini
- Giuseppe Prestia
- Vincenzo Provera

## Q
- Marco Quadrini

## R
- Andrea Raggi
- Cristian Raimondi
- Claudio Ranieri
- Edoardo Reja
- Franco Rier
- Nicola Rigoni
- Leandro Rinaudo
- Antonio Rizzolo
- Samuele Romeo
- Rubinho

## S
- Francesco Sabatucci
- Ulderico Sacchella
- Mario Santana
- Nicola Santoni
- Giampaolo Saurini
- Mirko Savini
- Lorenzo Scarafoni
- Héctor Scarone
- Antonio Schillaci
- Romolo Sforza
- Vincenzo Sicignano
- Salvatore Sirigu
- Lennart Skoglund
- Davide Succi
- Gülesin Sükrü

## T
- Giuseppe Taglialatela
- Giacomo Tedesco
- Giovanni Tedesco
- Christian Terlizzi
- Emanuele Terranova
- Paolo Todeschini
- Francesco Tondo
- Luca Toni
- Tulio
- Egidio Turchi
- Angelo Turconi

## U
- Samir Ujkani

## V
- Ighli Vannucchi
- Giovanni Varglien
- Gustavo Vasallo
- Gaetano Vasari
- Francesco Velardi
- Santiago Vernazza
- Daniele de Vezze
- Salvatore Vicari
- Valerio Virga
- Emiliano Viviano
- Giuseppe Volpecina
- Cestmir Vycpalek

## Z
- Cristian Zaccardo
- Eran Zahavy
- Lamberto Zauli
- Gabriele Zerbo
- Luigi Ziroli